# Werch-Neiwinski
Werch-Neiwinski (russisch Верх-Не́йвинский) ist eine Siedlung städtischen Typs in der Oblast Swerdlowsk in Russland mit 5098 Einwohnern (Stand 14. Oktober 2010).

## Geographie
Der Ort liegt gut 50 km Luftlinie nordwestlich des Oblastverwaltungszentrums Jekaterinburg am Ostrand des Ural, unmittelbar nordöstlich an die Stadt Nowouralsk anschließend. Er befindet sich überwiegend am rechten Ufer der Neiwa und am Nordende eines Neiwinski prud, „Neiwinsker Teich“ genannten Stausees am Fluss.
Werch-Neiwinski bildet als dessen einzige Ortschaft einen gleichnamigen Stadtkreis.

## Geschichte
Als Gründungsjahr gilt 1662, als dort ein erstes metallurgisches Werk errichtet wurde. Der Ortsname bezieht sich auf die Lage am Oberlauf der Neiwa, russisch Werchnjaja Neiwa. Bedeutung erlangte er aber erst 100 Jahre später mit der Errichtung des größeren Werch-Neiwinsker Werkes (Werch-Neiwinski sawod) ab 1762 durch Prokofi Demidow, Enkel des Begründers der Industriellendynastie Nikita Demidow und Sohn von Akinfi Demidow. Das Werk nahm 1767 den Betrieb auf.
Am 23. Juli 1928 kam Werch-Neiwinski zum Newjanski rajon mit Sitz in der 25 km nördlich gelegenen Stadt Newjansk und erhielt zugleich den Status einer Siedlung städtischen Typs. In den 1940er-Jahren entstand westlich des Ortes eine Kernwaffenfabrik mit zugehöriger Siedlung, die bald als geheime Stadt mit Codenamen Swerdlowsk-44 ausgegliedert wurde und heute als „geschlossene Stadt“ Nowouralsk um ein Vielfaches größer ist als das alte Werch-Neiwinski.
Werch-Neiwinski wurde 1995 als selbständiger Stadtkreis aus dem Newjanski rajon ausgegliedert, der seit 2006 ebenfalls den Status eines Stadtkreises besitzt.

Bauten des 19. Jahrhunderts in Werch-Neiwinski
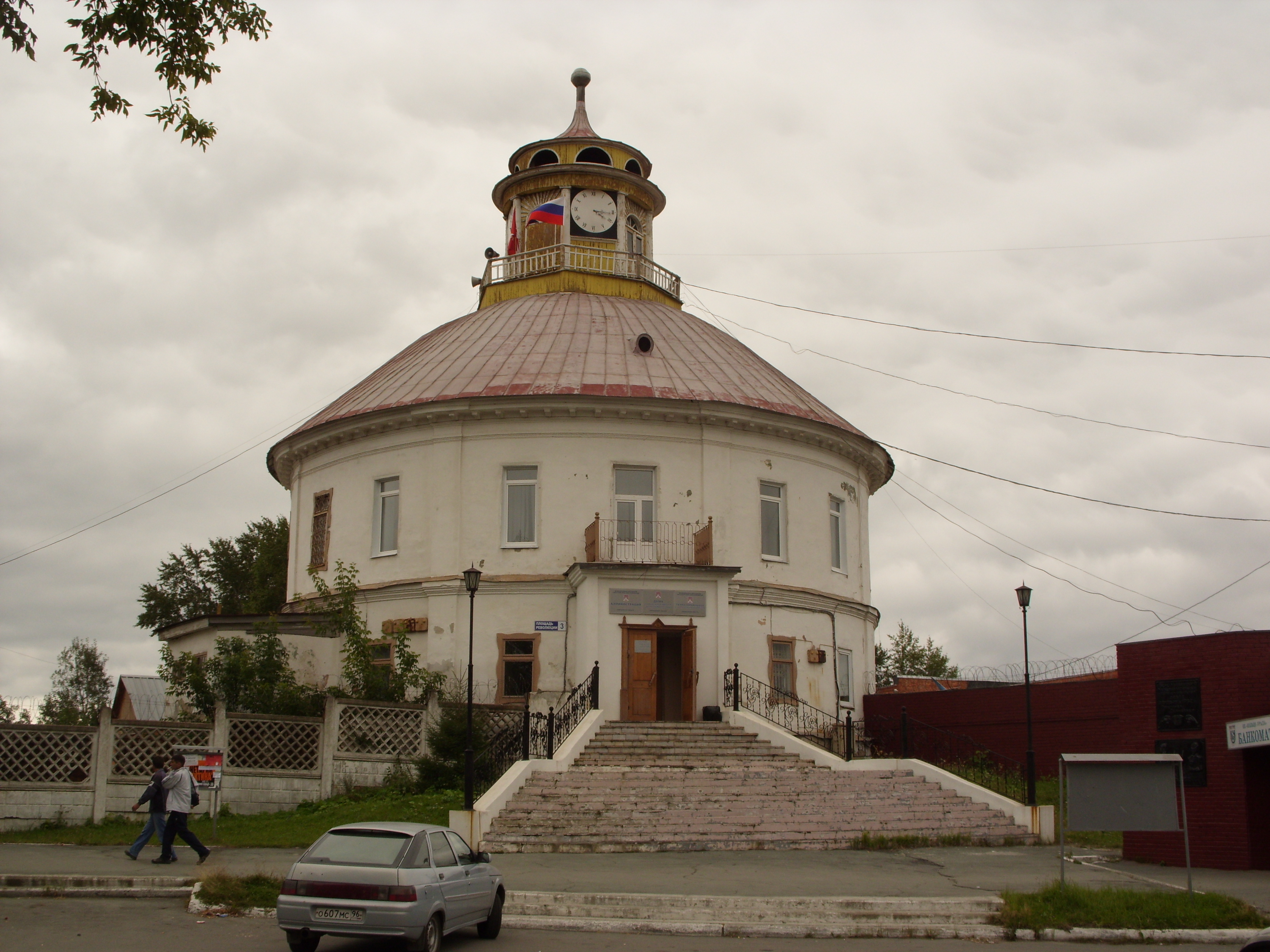
Werksverwaltung
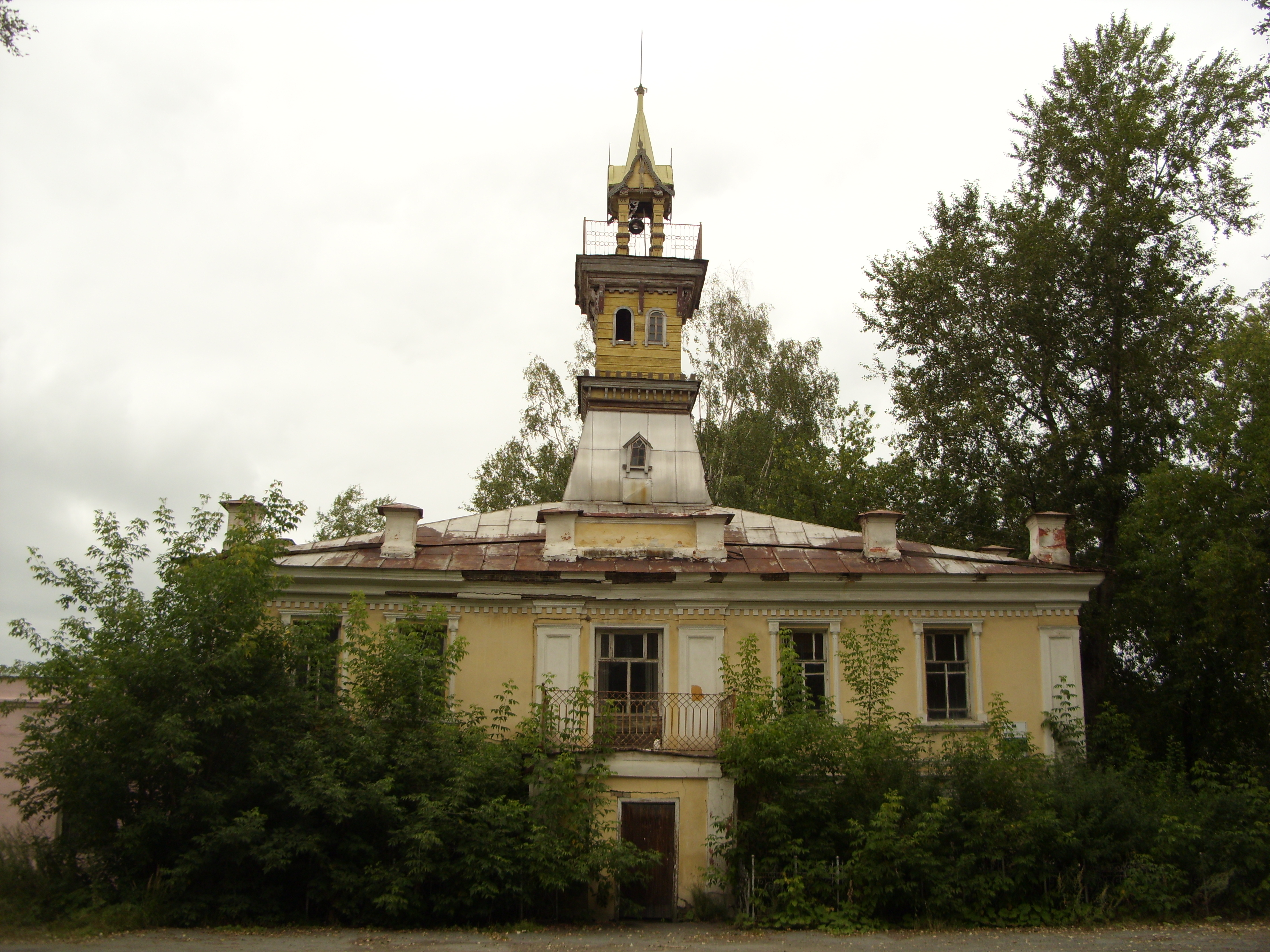
Wolostverwaltung
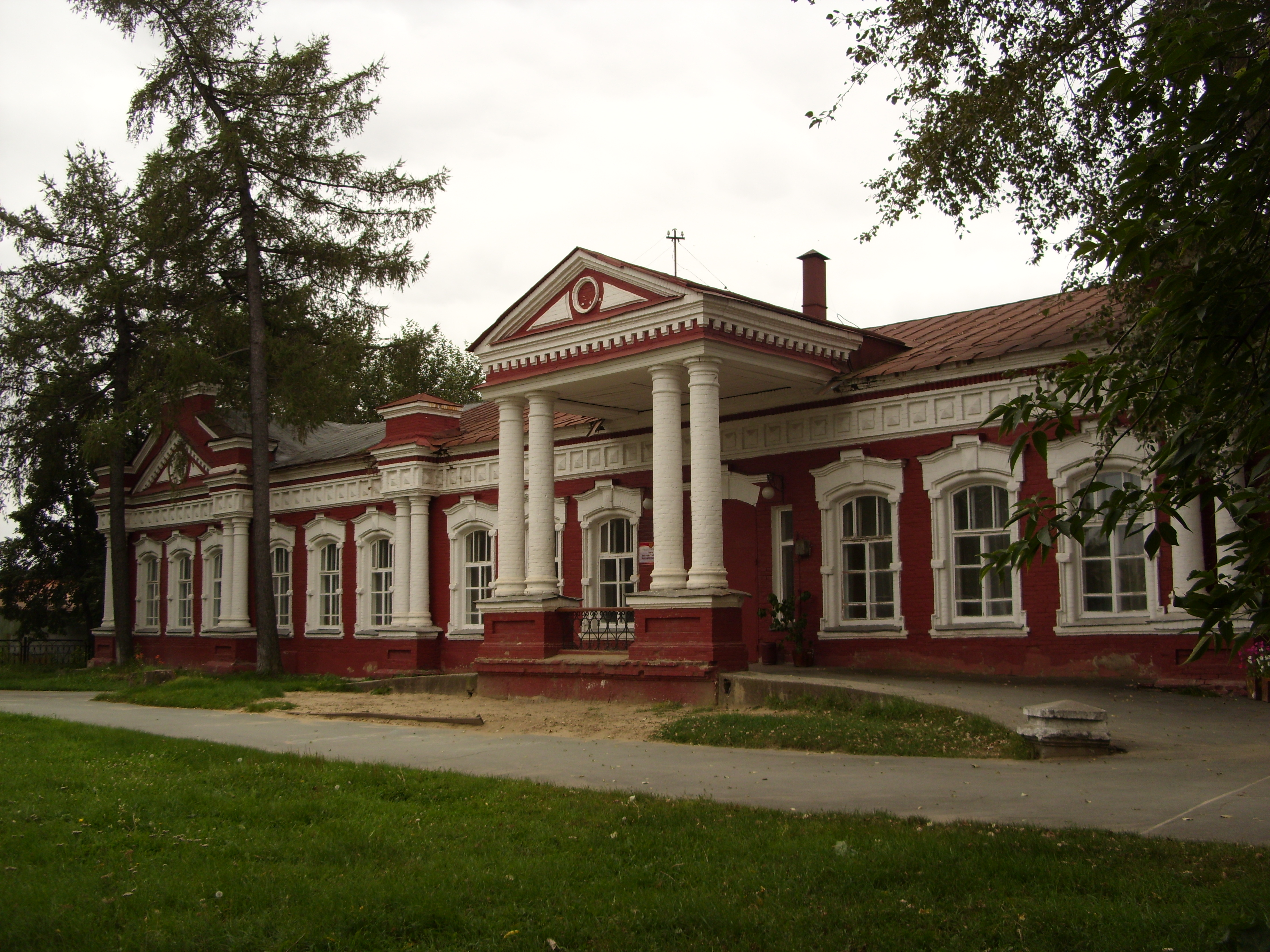
Krankenhaus
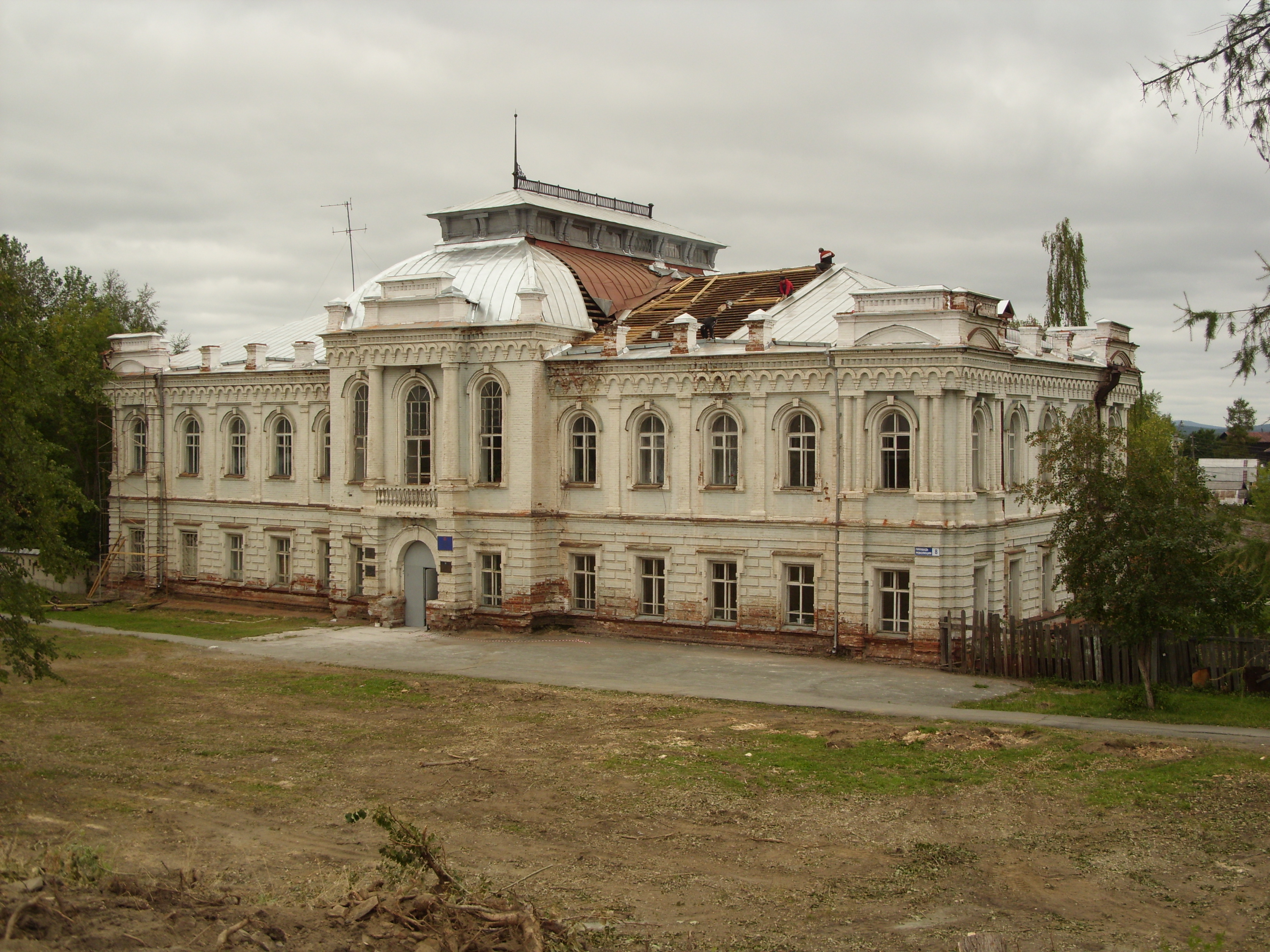
Volksschule
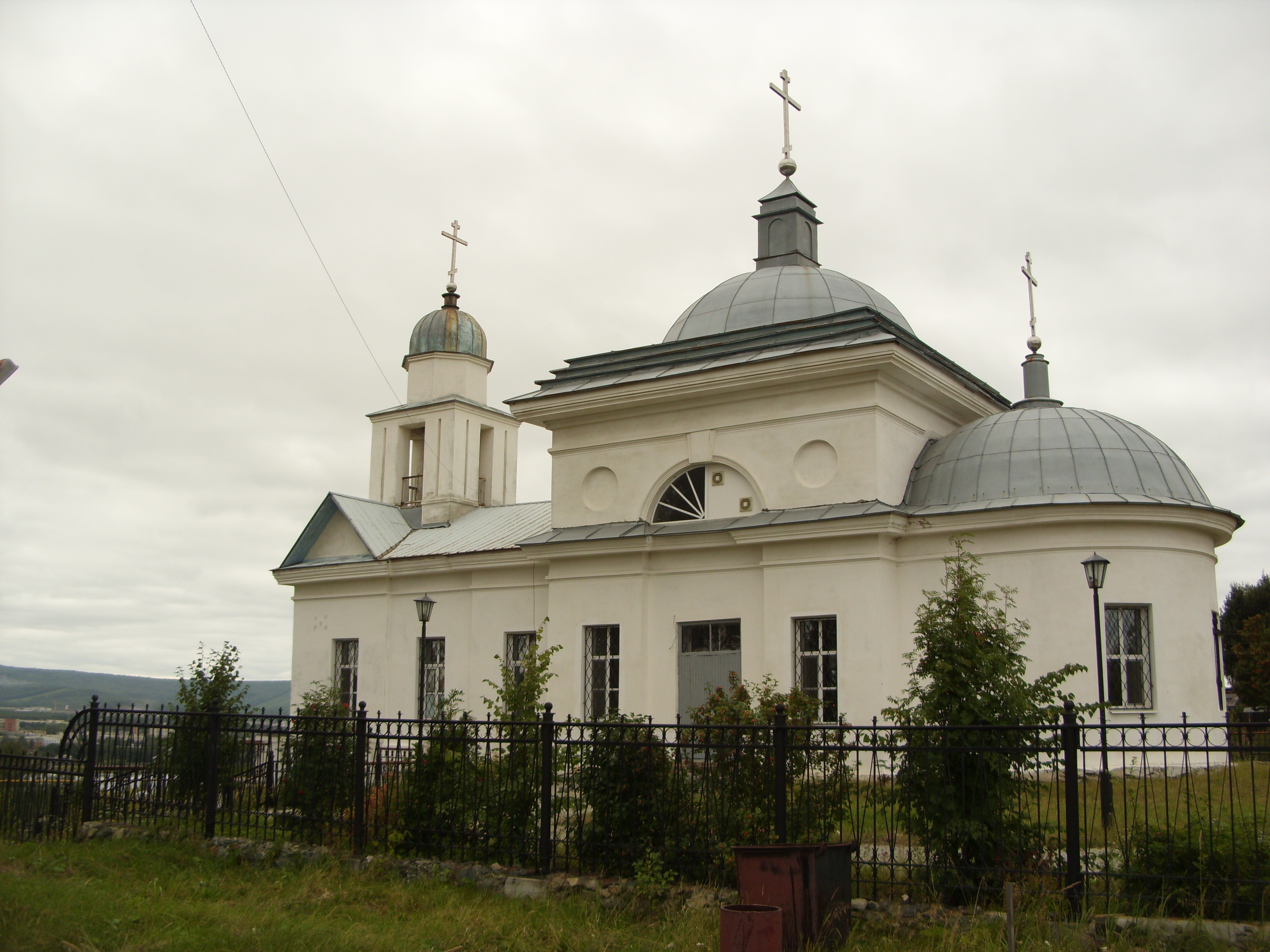
Auferstehungskirche

### Bevölkerungsentwicklung
| Jahr | Einwohner |
| ---- | --------- |
| 1939 | 6177      |
| 1959 | 8229      |
| 1970 | 7458      |
| 1979 | 8312      |
| 1989 | 6546      |
| 2002 | 5242      |
| 2010 | 5098      |
| 2021 | 4745      |

Anmerkung: Volkszählungsdaten

## Verkehr
Nach Werch-Neiwinski führt die Regionalstraße 65K-1901140, die von der etwa 12 km östlich verlaufenden 65K-4103 (ehemals R352) Jekaterinburg – Nischni Tagil – Serow abzweigt.
Am östlichen Rand des benachbarten Nowouralsk, westlich von Werch-Neiwinski befindet sich die Station Werch-Neiwinsk bei Kilometer 441 der 1878 eröffneten und auf diesem Abschnitt seit 1935 elektrifizierten Bahnstrecke Perm – Nischni Tagil – Jekaterinburg.